# Konik dulmeński

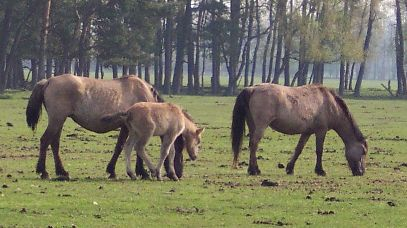
Dzikie koniki z Dulmen

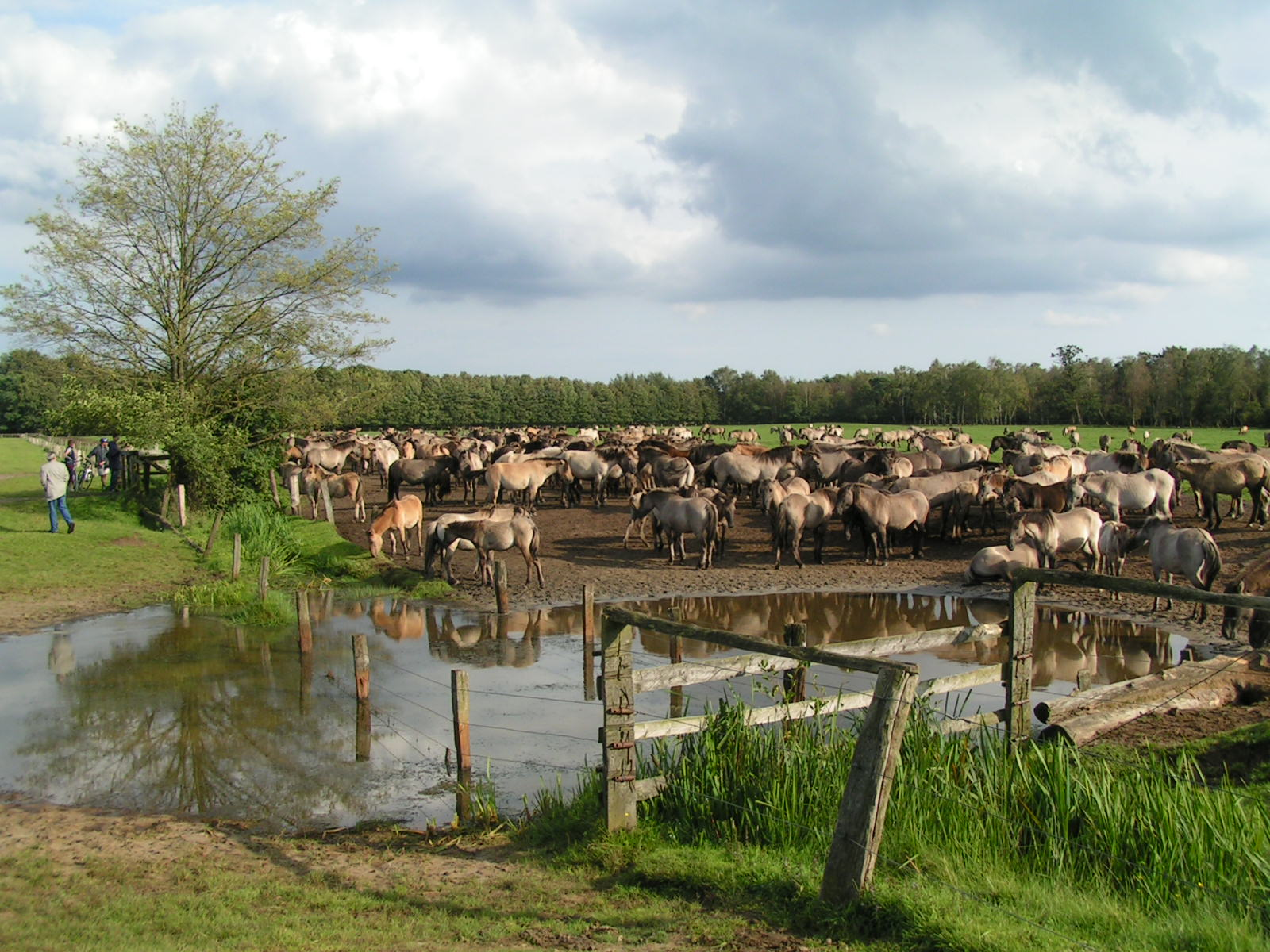

Konik dulmeński – jedna z ras koni, kuc.

## Budowa ciała
Kuce te nie wyróżniają się spośród innych ras. Głowa 
jest typowa dla kuca, szyja średniej długości, kłoda zwarta. 
Kończyny suche o mocnych kopytach. Dominują trzy rodzaje 
umaszczenia: jasnogniade, ciemnogniade i bułane, wskazujące na 
dzikich przodków rasy. Białe odmiany są bardzo rzadkie i niewielkie. 
Częściej występuje pręga grzbietowa i pręgowanie na stawach 
kończyn – typowe cechy koni prymitywnych. Dzielność użytkowa 
tych koni jest duża. Są wśród nich dobre konie wierzchowe i zaprzęgowe. Wysokość w kłębie11 103–145 cm. 
Kuce te stanowią jedyną w Niemczech populację prawdziwie prymitywnych koni, 
wywodzącą się od dzikich przodków i utrzymywaną w całkowicie
naturalnych warunkach wychowu, choć na utrzymaniu ich dzikiego
charakteru skoncentrowano się dopiero od roku 1944. W roku 1957
administracja dóbr książęcych zakupiła w stacji badawczej Polskiej 
Akademii Nauk w Popielnie ogiera rasy konik polski, Nugata XII,
który kryjąc od roku 1963, wpłynął w istotny sposób na hodowlę.
Corocznie w ostatnią sobotę maja odbywa się tradycyjne odławianie ze stada młodych ogierów, które następnie 
sprzedaje się na aukcji. 
Hodowlę prowadzi się w Niemczech, w Merfelder Bruch. Merfelder Bruch w pobliżu Dülmen było pierwotnie bagnistym 
terenem należącym do księcia von Croya. Już w dokumentach z
1316 roku znajdują się wzmianki o „dzikich koniach” z Bruch. 
Zachowanie tej populacji należy zawdzięczać księciu von Croy, 
który nakazał prowadzić kojarzenia 20 koni, jakie pozostały z 
pogłowia, w swoich włościach. Właśnie te konie stworzyły trzon
dzisiejszego stada, liczącego około 200 sztuk.